# Telipna echo
Telipna echo är en fjärilsart som beskrevs av Smith och Kirby 1890. Telipna echo ingår i släktet Telipna och familjen juvelvingar. Inga underarter finns listade i Catalogue of Life.